# 無處可逃
是一部2015年美國動作驚悚片，為約翰·艾瑞克·道鐸執導，並與弟弟德魯共同編劇。由歐文·威爾森、蕾克·貝爾、皮爾斯·布洛斯南、史特琳·傑林斯和克萊兒·吉蕾主演。電影定於2015年8月26日在美國上映。

## 劇情
電影以「革命暴力」和「逃脫」構築，講述一個家庭在外地的「革命暴力」下生死一線，並如何逃出動亂這險境。
故事主角傑克·杜威一家人因工作緣故而從美國搬至柬埔寨，為當地的美資水公司工作，但卻捲入該國家的暴力革命行動中。暴動份子排外情緒升級至對國內歐美白人下殺手。他們厭惡控制當地水源的外國水公司，連帶痛恨為水公司工作的傑克等人，迫使傑克全家在亂黨的追殺下逃亡。就連視之為安全庇護所的美國大使館亦遭攻佔，不得不另尋出路。此片反映「戰亂」的恐怖情況、「革命」的客觀和人道問題，而「戰爭」下人民的反應。
最後結局傑克·杜威一家人搭船從柬埔寨划到越南邊境。

## 演員
- 歐文·威爾森 飾 傑克·杜威（Jack Dwyer）杜威家爸爸。帶領一家逃生。
- 蕾克·貝爾 飾 安妮·杜威（Annie Dwyer）杜威家媽媽。勇敢幫助全家人。
- 皮爾斯·布洛斯南 飾 海蒙德（Hammond）杜威家飛機上偶遇的美國人。為人海派且機警，又有當地關係。在杜威家陷入絕境時出手相救。
- 史特琳·傑林斯 飾 露西·杜威（Lucy Dwyer）杜威家年幼的大女兒。
- 克萊兒·吉蕾 飾 畢茲·杜威（Beeze Dwyer）杜威家可愛的小女兒。
- 史賓賽·加勒特 飾 招聘人員
- Karen Gemma Dodgson 飾 女性
- 拜倫·吉布森 飾 住客
- Sahajak Boonthanakit 飾 肯尼·羅傑（Kenny Roger）海蒙德的助手。

## 反響
爛番茄評級44%，Metacritic得分39，評價一般。
IMDb為此給於6.8/10評分，中國大陸豆瓣电影網為此給於7.1/10評分。
電影預告片令社會嘩然，發生在柬埔寨對警察盾牌使用倒掛紅色刻字，柬埔寨文化和藝術部禁止這部電影。

## 外部連結
- 互联网电影数据库（IMDb）上《無處可逃》的资料（英文）
- Box Office Mojo上《無處可逃》的資料（英文）
- 爛番茄上《無處可逃》的資料（英文）
- Metacritic上《無處可逃》的資料（英文）
- AllMovie上《無處可逃》的资料（英文）
- 開眼電影網上《無處可逃》的資料（繁體中文）
- 时光网上《無處可逃》的資料（简体中文）
- 豆瓣电影上《無處可逃》的資料 （简体中文）